# Japan Air Commuter
Japan Air Commuter Co., Ltd. (日本エアコミューター株式会社 Nihon Ea Komyūtā Kabushiki-gaisha?) es una aerolínea japonesa con base en Kirishima, Prefectura de Kagoshima. Opera vuelos de alimentación para Japan Airlines. Su base de operaciones principal es el Aeropuerto de Kagoshima, con bases secundarias en el Aeropuerto Internacional de Osaka, el Aeropuerto de Amami y el Aeropuerto de Fukuoka.

## Historia
La aerolínea fue fundada el 1 de julio de 1983 y comenzó a operar en diciembre de 1983. En aquel momento, JAC, era una afiliada de Toa Domestic Airlines, posteriormente conocido como Japan Air System. En los noventa JAC tenía su sede en el edificio anexo al Aeropuerto de Kagoshima en Mizobe, Distrito Aira, Prefectura de Kagoshima.
Japan Air System se fusionó posteriormente con Japan Airlines. Japan Air Commuter tiene 471 empleados (en marzo de 2007) y es propiedad de Japan Airlines (60%) y catorce municipios de las Islas Amami y Kagoshima (40%).
Debido al plan de reestructuración de Japan Airlines, Arata Yasujima fue ascendido a presidente de Japan Air Commuter el 1 de febrero de 2010. Yasujima reemplazó a Masaru Onishi, quien fue elegido presidente de JAL.

## Destinos

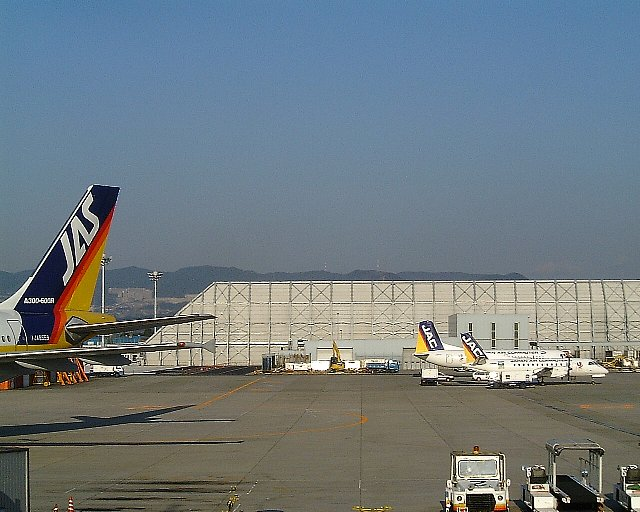
YS-11 de Japan Air Commuter con los colores de Japan Air System con un Airbus A300-600R de JAS.

### Islas Amami
- Prefectura de Kagoshima
  - Amami en Amami Ōshima (Aeropuerto de Amami)
  - Kikai (Aeropuerto de Kikai)
  - Tanegashima (Nuevo aeropuerto de Tanegashima)
  - Tokunoshima (Aeropuerto de Tokunoshima)
  - Wadomari (Aeropuerto Okinoerabu)
  - Yakushima (Aeropuerto de Yakushima)
  - Yoron en Yoronjima (Aeropuerto de Yoron)

### Hokkaidō
- Sapporo (Nuevo Aeropuerto Chitose)

### Honshu
- Región de Chūbu
  - Prefectura de Nagano
    - Matsumoto (Aeropuerto de Matsumoto)

  - Prefectura de Niigata
    - Niigata (Aeropuerto de Niigata)
- Región de Chūgoku
  - Prefectura de Hiroshima
    - Hiroshima (Aeropuerto de Hiroshima-Nishi)

  - Prefectura de Okayama
    - Okayama (Aeropuerto de Okayama)

  - Prefectura de Shimane
    - Izumo (Aeropuerto de Izumo)
    - Okinoshima (Aeropuerto de Oki)
- Región de Kansai
  - Prefectura de Hyogo
    - Toyooka (Aeropuerto Tajima)

  - Prefectura de Osaka
    - Osaka (Aeropuerto Internacional de Osaka, parcial en la prefectura de Hyogo)
- Región de Tōhoku
  - Prefectura de Fukushima
    - Fukushima (Aeropuerto de Fukushima)

### Kyūshū
- Prefectura de Fukuoka
  - Fukuoka (Aeropuerto de Fukuoka)
- Prefectura de Kagoshima
  - Kagoshima (Aeropuerto de Kagoshima)
- Prefectura de Miyazaki
  - Miyazaki (Aeropuerto de Miyazaki)
- Prefectura de Ōita
  - Ōita (Aeropuerto de Oita)

### Shikoku
- Prefectura de Ehime
  - Matsuyama (Aeropuerto de Matsuyama)
- Prefectura de Kagawa
  - Takamatsu (Aeropuerto de Takamatsu)
- Prefectura de Tokushima
  - Tokushima (Aeropuerto de Tokushima)

## Flota

### Flota Actual

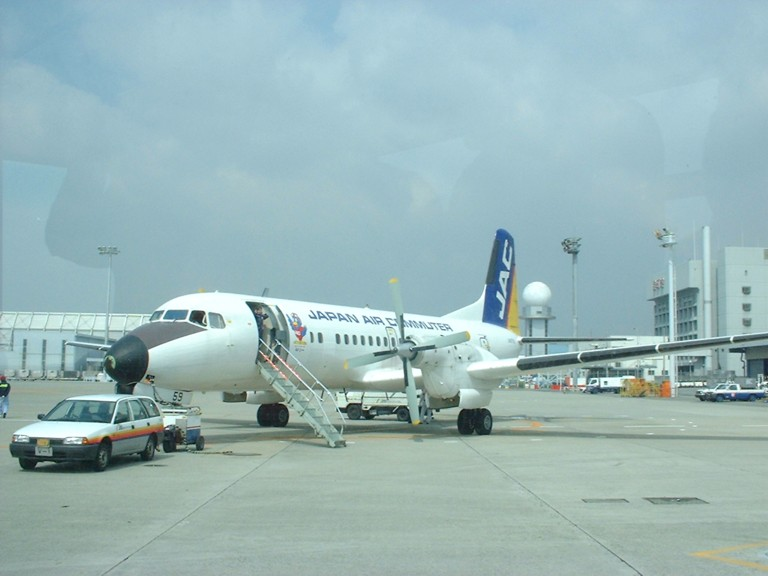
Un NAMC YS-11 de JAC.

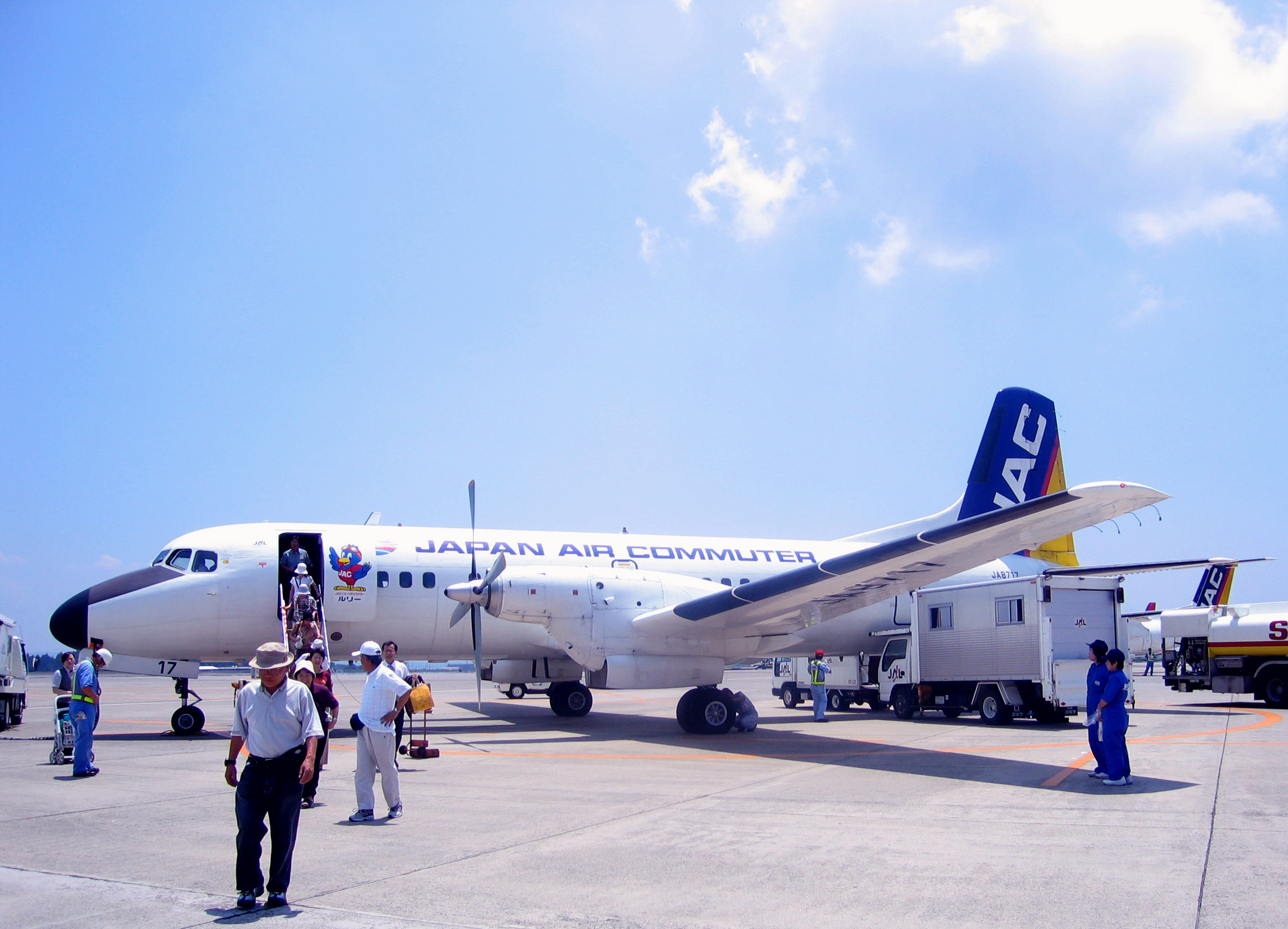
Un NAMC YS-11 de JAC.

En julio de 2022 la flota de Japan Air Commuter incluye:
| ATR 42-600 | 9  | — | Y48 |  |  |  |
| ATR 72-600 | 2  | — | Y70 |  |  |  |
| Total      | 11 | — |     |  |  |  |

La flota de la Aerolínea posee a julio de 2022 una edad promedio de: 3.5 años.